# Marc Rich
Marc Rich (geboren als Marc David Reich; Antwerpen, 18 december 1934 – Luzern, 26 juni 2013) was een internationaal handelaar in grondstoffen (commodities).
Rich werd geboren in een orthodox-joods gezin dat uit Polen via Frankfurt naar Antwerpen was gevlucht. Het gezin ontvluchtte België op 8 mei 1940 en ging scheep naar Australië, maar het schip werd onderschept en de Reichs werden in Casablanca geïnterneerd. Ze kregen vervolgens een laissez-passer  voor de Verenigde Staten, waar ze in 1941 aankwamen en de naam Rich aannamen.
Rich richtte in 1974 het bedrijf Marc Rich + Co op, dat later een handelshuis werd onder de naam Glencore. Dit door Rich en zijn partners Pincus Green en Joseph Zientek opgerichte bedrijf is regelmatig in verband gebracht met illegale praktijken zoals het omzeilen van diverse VN-embargo's en politieke corruptie. Rich ontvluchtte de Verenigde Staten in 1983, toen hij werd vervolgd wegens belastingontduiking en illegale olietransacties met Iran tijdens de Iraanse gijzelingscrisis. Officier van justitie Rudy Giuliani had een arrestatiebevel tegen hem uitgevaardigd. In 2001 kreeg Rich een omstreden presidentieel pardon van president Bill Clinton op diens laatste dag als president, tegen een schikking van 100 miljoen dollar.
Rich overleed op 78-jarige leeftijd aan een hersenbloeding.
- Gemeinsame Normdatei: 120055317
- International Standard Name Identifier: 0000 0000 8418 4433
- Library of Congress Control Number: n85016318
- Bibliotheek van het Japanse parlement: 01222986
- Nationale Bibliotheek van Israël: 987007300807205171
- Virtual International Authority File: 3893039
- WorldCat: E39PBJccbygWGd8XJvJGrjcF8C